# SVGFF Premier Division 2018-19
La SVGFF Premier Division 2018-19 fue la séptima edición de la SVGFF Premier Division, la primera división de fútbol en San Vicente y las Granadinas en su formato actual, y también fue la decimosegunda edición del fútbol de primera categoría. 
La temporada comenzó el 13 de octubre de 2018 con el encuentro entre Avenues United recibiendo a Hope International. 

## Sistema de disputa
El formato consta de doce equipos que en 22 jornadas juegan dos veces contra cada rival. El primer lugar en la tabla es el campeón y tiene la posibilidad de jugar el Campeonato de Clubes de la CFU.

## Tabla general
| Pos. | Equipo                  | Pts. | PJ | G  | E | P  | GF | GC | Dif. | Clasificación                                              |
| ---- | ----------------------- | ---- | -- | -- | - | -- | -- | -- | ---- | ---------------------------------------------------------- |
| 1    | Pastures United         | 53   | 22 | 16 | 5 | 1  | 66 | 24 | +42  | Campeón y clasificación al CONCACAF Caribbean Club Shield. |
| 2    | North Leeward Predators | 48   | 22 | 14 | 6 | 2  | 43 | 17 | +26  |                                                            |
| 3    | Sion Hill               | 35   | 22 | 9  | 8 | 5  | 41 | 32 | +9   |                                                            |
| 4    | Hope International      | 33   | 22 | 10 | 3 | 9  | 45 | 41 | +4   |                                                            |
| 5    | System 3                | 33   | 22 | 10 | 3 | 9  | 48 | 46 | +2   |                                                            |
| 6    | SV United               | 32   | 22 | 9  | 5 | 8  | 34 | 34 | 0    |                                                            |
| 7    | Jebelle                 | 30   | 22 | 8  | 6 | 8  | 42 | 31 | +11  |                                                            |
| 8    | Avenues United          | 28   | 22 | 8  | 4 | 10 | 47 | 42 | +5   |                                                            |
| 9    | Camdonia Chelsea        | 21   | 22 | 6  | 3 | 13 | 27 | 44 | −17  |                                                            |
| 10   | Bequia United           | 20   | 22 | 5  | 5 | 12 | 34 | 52 | −18  |                                                            |
| 11   | Largo Height            | 19   | 22 | 4  | 7 | 11 | 35 | 59 | −24  | Descenso a SVGFF First Division.                           |
| 12   | Pride & Joy             | 17   | 22 | 5  | 2 | 15 | 36 | 76 | −40  | Descenso a SVGFF First Division.                           |

Actualizado a los partidos jugados el 12 de mayo de 2019.
 Fuente: 

## Goleadores
| Pos | Nombre              | Equipo                     | Goles |
| --- | ------------------- | -------------------------- | ----- |
| 1   | Chavel Cunningham   | Pastures United FC         | 24    |
| 2   | Seaquean Millington | Sion Hill FC               | 19    |
| 3   | Hosni Chandler      | Pastures United FC         | 18    |
| 4   | Cameron Osment      | SV United                  | 16    |
| 5   | Valdo Anderson      | Hope International         | 14    |
| 6   | Carlos Solomon      | System 3 FC                | 13    |
| 7   | Mark Browne         | Bequia United FC           | 12    |
|     | Diel Spring         | North Leeward Predators FC | 12    |